# La Sagrera (l'Estany)
La Sagrera és actualment un sector del poble de l'Estany, pertanyent a la comarca del Moianès.
Està situat a la part sud-occidental del poble, al sud-oest del monestir de Santa Maria de l'Estany, a la part més elevada, per aquest costat, del poble. És al Carrer de Rodors, prop d'on aquest carrer abandona el nucli urbà de l'Estany.
És el lloc on hi havia hagut l'antiga església parroquial de l'Estany, del tot desapareguda. Per extensió, s'anomena també així a l'extrem meridional del coster que puja cap a la Devesa, a llevant de Giraculs.